# Риза Кули-хан Хедаят
Риза Кули-хан Хедаят (перс. رضاقلی‌خان هدایت‎; род. 1800 — ум. 1871 г.) — персидский историк, поэт и педагог.

## Биография
Риза Кули-хан Хедаят родился в 1800 году в городе Тегеране. Он служил при дворе Насреддин-шаха придворным хронистом и лелебаши.
Риза Кули-хан Хедайат, выдающийся ученый своего времени — историк, литературовед, лексикограф, автор многих трудов, в том числе и по суфизму — довел повествование об исторических событиях в Иране до 1856 года, времени выхода книги в свет, то есть часть его работы была посвящена Каджарам.
Риза Кули-хан Хедаят скончался в 1871 году. Он был прадедом писателя Садега Хедаята.

## Творчество
Следующим продолжателем «Раузат ас-сафа» Мирхонда является известный иранский писатель и историк литературы Риза-кули-хан Хедаят. Он написал 8-й, 9-й и 10-й томы, доведя летопись до времени шаха Насир-ад-дина.
В 1930 г. в Иране было издано ещё одно, ранее неизвестное сочинение Несеви на персидском языке — «Нафсат ал-масдур» («Раздавшийся свист ветра») 7. Сочинение это было подготовлено к печати задолго до 1930 г. по единственной, после утраченной, рукописи известным персидским филологом Риза-кули-ханом Хидайатом (1800—1871 гг.). 8 «Нафсат ал-масдур» — мемуары автора, содержит рассказ о злоключениях и скитаниях автора после гибели Джелал-ад-дина; рассказ изобилует картинами ужасов и страданий жителей в областях, разоренных монгольскими войсками. Этот труд был написан ещё в 1234/5 г. н. э.
Автором «Нафсат ал-масдур» Риза Кули-хан называет Нуреддина Мухаммеда Зейдери, предполагаемого секретаря (мунши) последнего хорезмшаха султана Джелаледдина Мангуберти (1221—1231), известного борца против монгольских завоевателей. К сожалению; не опубликовано почти никаких сведений о бывшей в распоряжении Риза Кули-хана рукописи названного труда. Неизвестно, кем и когда скопирован был использованный им список, сколько в нём было листов и каким почерком он был написан. Неизвестно также, куда девался этот список после смерти Риза Кули-хана и где он находится теперь.
Риза Кули-хан сообщает только, что бывшая в его распоряжении рукопись — искажённая копия сочинения, написанного 500 (?) лет назад, найденная им среди книг «дражайшего господина, эрудита (адиб) и проницательного корреспондента» своего, мирзы Абдуллах-Мунши Табаристани. Подготовляя эту рукопись к изданию, Риза Кули-хан, по его словам, по мере сил усердствовал в исправлении и установлении правильного чтения её текста.
О языке «Нафсат ал-масдур», тяжёлом, вычурном, условно риторическом, мы уже имели случай говорить. Издание этого источника, подготовленное Риза Кули-ханом, несмотря на его тщательную работу над текстом, не может считаться научно-критическим уже хотя бы благодаря дефектности списка, бывшего в распоряжении Риза Кули-хана и затем утраченного. Новое критическое издание, как правильно замечает Мирза Мухаммед-хан Казвини, невозможно до тех пор, пока не будут обнаружены лучшие рукописи этого труда. Но даже и в таком вие издавши «Нафсат ал-масдур» займёт своё скромное место в ряду источников по истории монгольского нашествия.
Сколько нам известно, в западноевропейской востоковедной литературе о выходе в свет «Нафсат ал-масдур» в двух словах упомянуто лишь в статье Массе «Риза Кули-хан» (т. IV «Энциклопедии ислама». Нов. изд. 1936). В работах советских и западноевропейских востоковедов, вышедших из печати после 1930 г.; «Нафсат ал-масдур» как источник не привлекался.

## Научные труды
- Хидайат, Риза-Кули-Хан. Собрание красноречивых (Маджма‘ ал-фусаха) / Сост. Музахир Мусаффа. Тегеран: Амир Кабир, б. г.
- Хидайат, Риза-Кули-Хан. Рийаз ал-‘арифин / Сост. Михр ‘Али Гургани. Тегеран: Махмуди, 1344/1965.